# عادل عبد الرازق
عادل عبد الرازق ممثل مصري بدأ المشوار الفنى بتقديم بعض الإسكتشات والارتجالات المسرحية، ثم انتقل إلى مسرح الجامعة، وبدأ مشواره الحقيقى على خشبة مسرح كلية الحقوق جامعة القاهرة. حصل على العديد من الجوائز في التمثيل قبل أن ينتقل إلى السينما، واشترك في فيلم الألماني وآخر أفلامه «بوسى كات» مع راندا البحيري. بدا العمل في التمثيل والإخراج المسرحى منذ 1997.
عمل في الدراما التليفزيونية كممثل ومساعد مخرج وفي السينما كممثل ومساعد مخرج ومنفذ إنتاج. عمل في إنتاج بعض البرامج في التليفزيون والراديو.
مثل في مسلسل رجل الأقدار مع نور الشريف، وفي فيلم المسافر بطولة عمر الشريف وخالد النبوي. مثل ومساعد أول إخراج في فيلم (اليوم 26) وهو أول فيلم مصري روائي طويل ديجيتال ومستقل، حصل على جائزة أفضل موسيقى تصويرية في مهرجان لوس أنجلس للسينما المستقلة. مثل في فيلم عائلة ميكي بطولة لبلبة. مثل في فيلم مستر أند مسز عويس مع حمادة هلال وبشرى. أول بطولة في فيلم بوسي كات مع راندا البحيري. مثل في مسلسل عد تنازلي مع عمرو يوسف وطارق لطفي. مؤلف وممثل في فيلم «منطقة محظورة» - قصر البارون - ممثل في مسلسل نصيبي وقسمتك مع هاني سلامة.

## أعماله
- عائلة ميكي.
- مستر أند مسز عويس.
- منطقة محظورة - قصر البارون.
- نصيبي وقسمتك.
- وضع أمني.
- أرض جو